# Tala (Kenia)

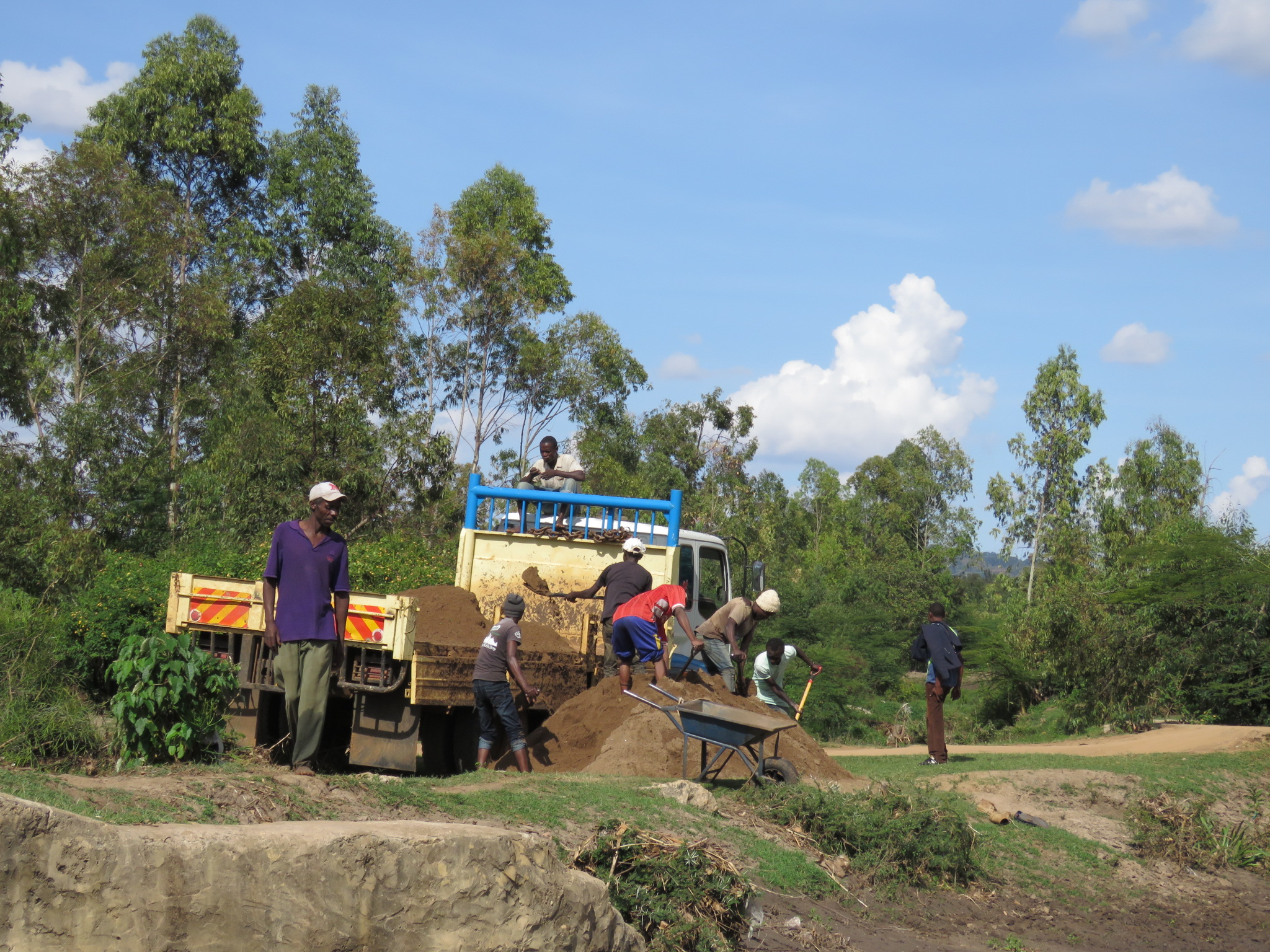
Sacando arena en Tala

Tala es una localidad de Kenia, perteneciente al condado de Machakos. Forma una conurbación con Kangundo que, con un conjunto total de 218 557 habitantes según el censo de 2009, es la novena zona urbana del país.